# Scissilabra dalli
Scissilabra dalli är en snäckart som beskrevs av Bartsch 1907. Scissilabra dalli ingår i släktet Scissilabra och familjen Vitrinellidae. Inga underarter finns listade i Catalogue of Life.